# Драге (Штайнбург)
Драге (нім. Drage) — громада в Німеччині, розташована в землі Шлезвіг-Гольштейн. Входить до складу району Штайнбург. Складова частина об'єднання громад Ітцего-Ланд.
Площа — 13,56 км2. Населення становить 233 ос. (станом на 31 грудня 2020).

## Галерея

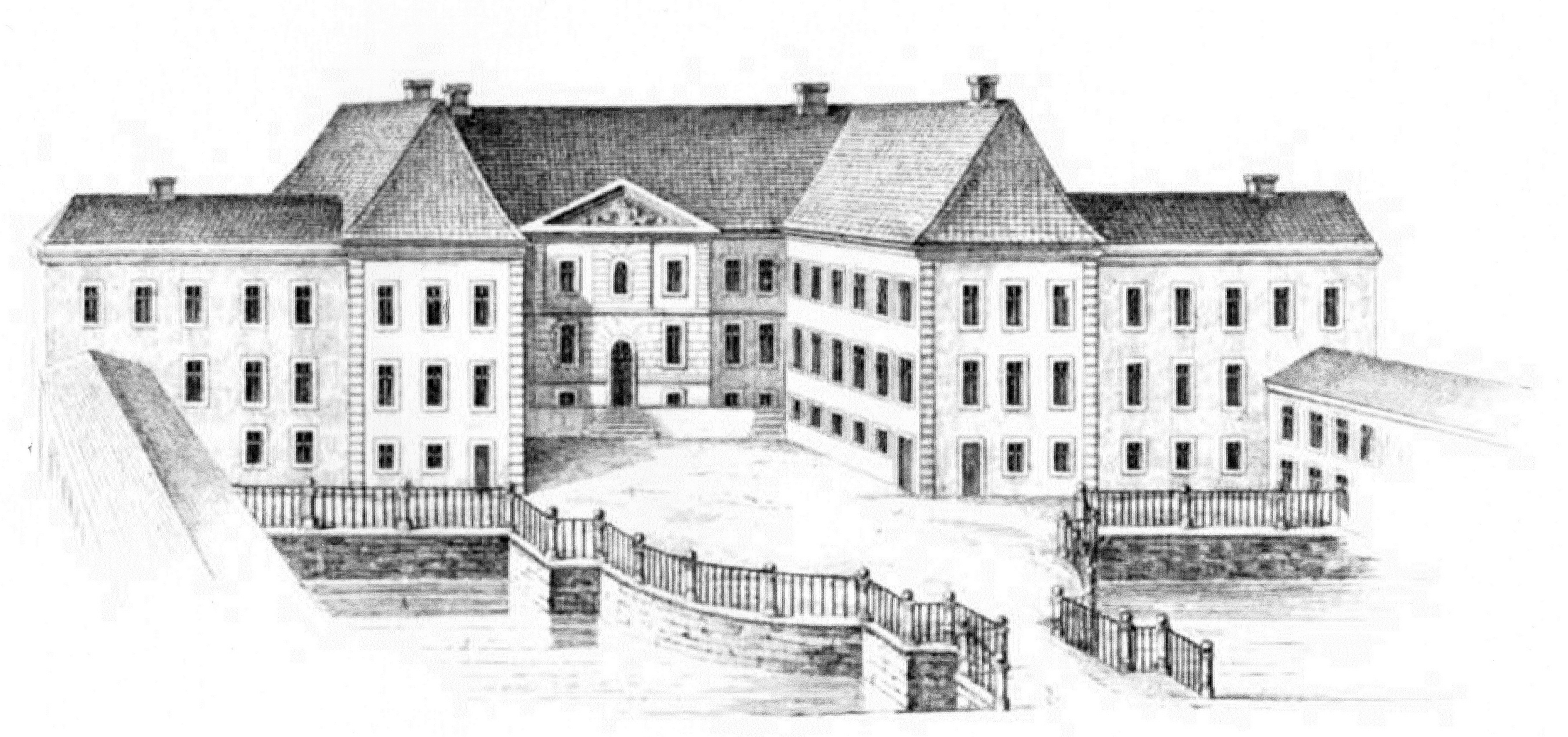